# Joseph Ducaju
Joseph Ducaju, né à Anvers le 31 août 1823 et mort le 5 juillet 1891 dans la même ville, est un sculpteur-statuaire et un peintre de scènes de genre et d'histoire belge.

## Biographie

### Famille et formation
Joseph Jacques (Josephus Jacobus) Ducaju, né à Anvers le 31 août 1823, est le fils d'Alexaander Jacobus, cartographe, et de Maria Elisabeth De Beukelaer. De 1843 à 1847, Joseph Ducaju étudie à l'Académie royale des beaux-arts d'Anvers, et fréquente l'atelier de Joseph Geefs. En mai 1846, l'Académie d'Anvers lui décerne un prix de sculpture et de modelage.

### Carrière
Joseph Ducaju se consacre à la statuaire et à la peinture de genre historique. Il est un des artistes mobilisés pour créer les statues des gloires nationales par lesquelles le jeune État belge désirait affirmer son identité, comme celles de Boduognat qu'il expose notamment au Salon de Bruxelles de 1848, où il reçoit une médaille de vermeil. ou de Teniers. Il réalise également des bustes de membres de la famille royale, comme celui du roi Léopold II, du comte de Flandre et de la princesse Charlotte, de même que la statue de grès en pied de Léopold II, édifiée à Ekeren en 1873.
Joseph Ducaju est également l'auteur de la colossale statue de Thémis casquée (1880) pesant 25 tonnes et surmontant le fronton du Palais de justice de Bruxelles.
Sculpteur, Joseph Ducaju poursuit également une carrière de peintre et expose, notamment, Miracle des roses au Salon de Bruxelles de 1860, puis Ambiorix vaincu au Salon de Bruxelles de 1872,.
Joseph Ducaju, veuf de Maria Isabella Ulrichs, et époux de Maria Stephania Broeckx, meurt à Anvers, en son domicile, rue de la Porte Saint-Joris, à l'âge de 67 ans, le 5 juillet 1891.

## Distinction
- Officier de l'ordre de Léopold (21 février 1874)[9].